# Gerardo Cortés
Gerardo Cortés Rencoret (Santiago del Cile, 27 giugno 1928 – ...) è stato un pentatleta cileno.

## Palmarès
In carriera ha conseguito i seguenti risultati:
- Mondiali:

Santo Domingo 1953: bronzo nel pentathlon moderno a squadre.